# Коефициент на интелигентност
Коефициентът на интелигентност (на английски: Intelligence Quotient, IQ) е цифров резултат, получен от решаване на серия редовни тестове, разработени с цел определяне на степента на интелигентност (когнитивна способност, интелигентност) на един пациент, във възрастова група съответстваща на останалата част от населението. Тези тестови въпроси са логически, пространствени, математически и вербални.